# Calzada de Amador
La Calzada de Amador (spanisch: la calzada  - deutsch: befestigte Straße), auch als Causeway bekannt, bezeichnet einen Damm, der am südlichen Eingang des Panamakanals liegt.
Der Causeway wurde beim Bau des Panamakanals aus Abraum aufgeschüttet und diente in der Vergangenheit als Versorgungsstraße einer Militärbasis. Es wurden rund 18 Millionen Kubikmeter festen Gesteins verbaut.
Der mehrere Kilometer lange Damm verbindet vier kleine Inseln mit dem Festland. In der Bucht von Panama, ausgehend von Ortsteil Amador von Panama-Stadt, führt der Causeway zu den Inseln Naos, Perico, Culebra und Flamenco. Auf dem Causeway befindet sich ein Center für Großveranstaltungen, das Marine Exhibition Center des Smithsonian Tropical Research Institute und eine Anlegestelle für Überfahrten zur Isla Taboga. Zahlreiche kleine Geschäfte, Fahrradverleih und Restaurants säumen den gepflasterten Gehweg entlang der schmalen Dammstraße. Sie ist sowohl attraktiv für Einheimische als auch Touristen und wird von Fahrradfahrern, Inline-Skatern, Joggern, Walkern und Spaziergängern genutzt.